# The City (album Vangelisa)
The City – album koncepcyjny Vangelisa wydany w 1990 r. Jest muzyczną ilustracją jednego dnia wielkomiejskiego życia, od świtu do zmierzchu. Muzyka powstała w pokoju hotelowym w Rzymie, w związku z wizytą Vangelisa na planie filmu Romana Polańskiego Gorzkie gody, do którego także napisał muzykę. Na początku utworu Morning papers i w końcówce kompozycji Procession można usłyszeć specjalnie nagrane do tej płyty głosy Romana Polańskiego i jego żony Emmanuelle Seigner.

## Lista utworów
1. Dawn (4:15)
2. Morning Papers (3:55)
3. Nerve Centre (5:30)
4. Side Streets (4:12)
5. Good to See You (6:51)
6. Twilight (4:57)
7. Red Lights (3:55)
8. Procession (9:30)